# Стецкань
Стецкань (рум. Stețcani) — село у Кріуленському районі Молдови. Входить до складу комуни, адміністративним центром якої є село Міклешть.

## Населення
За даними перепису населення 2004 року у селі проживали 890 осіб.
Національний склад населення села:
| Національність   | Кількість осіб | Відсоток   |
| ---------------- | -------------- | ---------- |
| молдавани румуни | 883 2          | 99,2% 0,2% |
| українці         | 5              | 0,6%       |
| Всього           | 890            | 100%       |